# Wikinomia
A Wikinomia (do inglês “Wikinomics”) é um conceito criado por Don Tapscott e Anthony D. Willians no livro “Wikinomics – Como a Colaboração em Massa pode Mudar seu Negócio”, que define um novo modo de produção e organização, voltados para a abertura e colaboração global. Baseado no  mundo “Wiki” que possui o princípio da colaboração voluntária e da participação em massa. 
A expressão “Wiki”, é derivada da palavra havaiana “Wiki Wiki”, cujo significado é “rápido”, “veloz”. A wiki na internet é uma página viva onde qualquer pessoa pode editar/modificar o conteúdo online. Associado à produção de software livre ou código aberto, o conceito wiki está ultrapassando as fronteiras do conhecimento e atingindo diversas áreas, da medicina ao direito.

## Internet e conectividade
A internet teve seu surgimento para aplicação em pesquisas militares, mas migrou rapidamente para o mundo dos negócios e o uso doméstico. O número de internautas atualmente é de cerca de 1 bilhão de usuários, e a tendência é que este número aumente de forma exponencial e tal aumento faz com que cresça também a interação e conectividade entre cidadãos, empresas, governos e ONGs, relação essa denominada de interconectividade.
A interconectividade é explicada e facilitada pela amplitude de tecnologias nas avenidas digitais, por meio de telefonia, HDTV, microcomputadores, multimídias, entre outros, rompendo barreiras antes existes. Os internautas hoje são convocados para participar de projetos de interesse coletivo, seja por geração de conhecimento ou alguma outra recompensa.

## Avanço nas tecnologias da informação e na estrutura das organizações
Barreiras institucionais do mundo dos negócios estão sendo derrubadas, pode-se definir o sentido de uma palavra estrangeira com a colaboração de linguistas de variados países, solucionar problemas para o desenvolvimento de empresas e até mesmo decidir o futuro do genoma humano. 
Com o desenvolvimento das novas tecnologias de informação as estruturas hierarquizadas estão sendo gradativamente substituídas por outras de colaboração, permitindo que os trabalhadores quebrem as fronteiras organizacionais, a fim de que haja troca de informações e desenvolvimento coletivo. 
A colaboração já faz parte da rotina das companhias. Está presente no documento criado pelo estagiário que passa pela aprovação do diretor antes da liberação, na tramitação de planilhas, planejamentos e projetos entre os departamentos, entretanto essa colaboração é se mostra limitada, e pouco transparente. Esta nova forma de troca de informações que o “wiki” está possibilitando difere principalmente na agilidade e transparência em relação ao já usual meio de troca de informações, proporcionando maior rapidez e deixando mais cristalino tal processo.

## Aplicação wiki nos negócios
O “wiki” mostra-se muito útil no mundo dos negócios pois são centenas ou até mesmo milhares de colaboradores operando simultaneamente em uma matéria de sua especialidade. As organizações que decidirem abrir, dentro de seus limites estratégicos, suas operações, poderão obter grandes vantagens de mercado em relação aos seus concorrentes. Pois tal abertura dá a possibilidade de interagir com profissionais altamente qualificados, dentro de espaços geográficos distantes e obter excelentes contribuições, com um baixo custo. 
Como exemplo “wiki” podemos citar o sistema operacional Linux e a Wikipédia, uma enciclopédia virtual que já traz no nome o conceito “wiki” em que foi criada. A Wikipédia transcende o arcaico conceito de geração de conhecimento, produção e propriedade intelectual, é um serviço coletivo de produção do conhecimento, disponível para o uso de todos, desde curiosos à estudantes e catedráticos. O conceito “wiki” está mudando o comportamento dos agentes sociais e consumidores. 
Entre outros exemplos de produção em massa podemos citar o “wiki” do EscolaBR no Brasil, utilizado para divulgar e discutir as políticas e tecnologias educacionais na rede educacional pública e privada. Encontra-se também o InnoCentive, um site em que as empresas colocam uma questão na qual desejam desenvolver e oferecem aos internautas, recompensas para as melhores soluções, dentre as empresas que já fizeram uso desta ferramenta de colaboração em massa e obtiveram sucesso, estão a Boeing e a Procter&Gamble. .

## Propriedade intelectual
Tapscott e Willians dizem que no universo “wiki”, as companhias terão de mudar a relação que tem com a propriedade intelectual e passar a ser transparentes e aprender a trabalhar com parceiros (peers), não apenas fornecedores. .
Para os autores de “Wikinomics – How Mass Collaboration Changes Everything”, (traduzido para o português como “Wikinomics – Como a Colaboração em Masa pode Mudar  seu Negócio”) é preciso deixar para trás o conhecimento fechado e adotar o aberto, é preciso compartilhar ao menos uma parte do negócio. 
Para Tapscott, as empresas inteligentes percebem que é necessário ter uma parte de sua propriedade intelectual reservada, e outra compartilhada com parceiros, clientes e até mesmo aberta para todo o mundo. É necessário encarar a propriedade intelectual de forma diferente nesse novo sistema. 